# Vegyértékelektron
A kémia szaknyelve a reakcióban részt vevő elektronokat vegyértékelektronoknak vagy külső elektronoknak nevezi. A vegyértékelektronok száma a periódusos rendszer főcsoportjában a főcsoport számával egyezik meg. Például a bróm VII. főcsoportban van, ezért 7 vegyértékelektronja van; a foszfor V. főcsoportban van, ezért 5 vegyértékelektronja van. Az atomok kölcsönhatásakor általában a legnagyobb energiájú elektronok állapotában következik be a változás.

## Reakció
Az atomnak az atomtörzse változatlanul marad a kémiai reakciók során. Atomtörzs alatt az atommagot és a vegyértékelektronnak nem tekinthető elektronokat értjük.
Atom = atomtörzs + vegyértékelektronok. Például: kalcium = 18 (atomtörzs) + 2 (vegyértékelektronok)
A reakció során, mint minden atom törekedik a nemesgázszerkezet elérésére. A fémek ezt elektron leadásával tudják csak megtenni, míg a nemfémek vegyértékelektron felvételével, leadásával, illetve megosztásával. Amikor a fémek elektront adnak le, belőlük pozitív töltésű ionok, kationok keletkeznek. Pl: Mg| --> Mg2+, •Al| --> Al3+, stb.
Nemfémek esetében, amikor elektront vesznek fel, belőlük negatív töltésű ionok, anionok keletkeznek. Pl.: O (2 elektronpár és 2 párosítatlan elektron-Hund-szabály) --> O2-, Cl (3 elektronpár és 1 párosítatlan elektron) --> Cl-, stb. Lehetséges azonban a nemfémeknél egy másik módszer is, amikor közössé teszik elektronjaikat. Például a hidrogénatomnak egy vegyértékelektronja van, és a nemesgázszerkezet eléréséhez még egy kell neki. Ebben az esetben 2 hidrogénatom tesz közössé 1-1 elektront, és kialakul a stabil (hélium) nemesgázszerkezet. Így keletkezik a hidrogénmolekula, melyben egy kovalens kötés jön létre. A leírtak mindegyikében a vegyértékelektronok vesznek részt.

## Jelölésük
Szerepük fontos, ezért valamikor csak a vegyértékelektronokat jelöljük: a vegyjel mellé annyi pontot teszünk, ahány vegyértékelektronja van (Na•, K•).
A vegyértékelektronok lehetnek párosak (a párokat vonallal szokás jelölni: Mg| ) vagy párosítatlanok.